# Madeleine Yi Yong-dog
Madeleine Yi Yong-dog ou Madeleine Yi Yŏng-dŏk (en coréen 이영덕 막달레나) est une laïque chrétienne coréenne, martyre et sainte, née en 1811 ou 1812 à Séoul en Corée, morte décapitée le 29 décembre 1839 à côté de Séoul.
Reconnue martyre et béatifiée en 1925 par le pape Pie XI, elle est solennellement canonisée à Séoul par Jean-Paul II le 6 mai 1984 avec les autres martyrs de Corée. 
Sainte Madeleine Yi Yong-dog est fêtée le 29 décembre et le 20 septembre.

## Biographie
Madeleine Yi Yong-dog naît à Séoul en Corée en 1811 ou 1812. Elle est d'un famille très pauvre, mais noble.
Sa grand-mère lui parle de la religion catholique et lui en enseigne les rudiments. Elle devient catholique en même temps que sa mère Barbara Cho et que sa sœur Marie Yi In-dok. Elle a une personnalité remarquée pour sa dignité et sa chaleur humaine.
Son père est contre la catholicisme. Lorsqu'elle a vingt ans, son père veut la marier avec un non catholique. Elle refuse de se marier, et prétend qu'elle est malade. Son père n'est pas dupe, et la traite durement. Pour essayer de lui faire comprendre sa détermination, elle lui rédige une lettre écrite avec son propre sang. Mais il ne cède pas.
À 27 ans, Madeleine Yi demande au vicaire épiscopal Laurent Imbert l'autorisation de partir de chez elle. Mais l'évêque lui dit de rester dans la maison de ses parents. Plusieurs mois après, elle ne peut plus supporter le domicile paternel et elle s'en échappe avec sa mère et sa sœur, pour aller chez des amis catholiques. L'évêque insiste d'abord pour qu'elles rentrent chez elles, mais devant le danger que cela représente, il les laisse finalement décider elles-mêmes. Madeleine reste alors à Séoul et y mène une vie pieuse malgré la pauvreté ; elle se consacre à la prière, aux œuvres charitables, et à la pratique de la vertu.
Lors des persécutions, elle est arrêtée et emprisonnée. Elle y est torturée par torsion, souffre de la faim et de la soif. Sa mère meurt de fièvre en prison devant elle. Elle est battue plusieurs fois mais continue de témoigner de sa foi. Madeleine Yi Yong-dog est décapitée le 29 décembre 1839 à l'extérieur de Séoul, à la Petite porte de l'Ouest,, en compagnie de six autres catholiques.

## Canonisation
Madeleine Yi Yong-dog est reconnue martyre par décret du Saint-Siège le 9 mai 1925 et ainsi proclamée vénérable. Elle est béatifiée (proclamée bienheureuse) le 5 juillet suivant par le pape Pie XI.
Elle est canonisée (proclamée sainte) par le pape Jean-Paul II le 6 mai 1984 à Séoul en même temps que les autres martyrs de Corée. 
Sainte Madeleine Yi Yong-dog est fêtée le 29 décembre, jour anniversaire de sa mort, et le 20 septembre, qui est la date commune de célébration des martyrs de Corée.